# Eunectes deschauenseei
Eunectes deschauenseei Dunn & Conant, 1936 è una specie di anaconda endemica del Sud America.

## Distribuzione e habitat
La specie è diffusa nel nord del Brasile (Amapá, Pará) e nella Guyana francese.